# Ібрагім (шеху Борну)
Ібрагім I Букармі (*бл. 1840–1885) — 6-й шеху (володар) Борну з лютого до жовтня 1885 року. Повне ім'я Ібрагім ібн Умар Кура аль-Канемі. Відомий також як Ібрагім Кура.

## Життєпис
Походив з династії Канемі. Син шеху Умара I. 1885 року відсторонив свого стрийка Мустафу I від влади. Втім опинився у вирі інтриг та змов знаті та своїх братів. Зрештою в жовтні 1885 року був повалений братом Хашимом.